# Jon Teske
Jon Teske (Indianapolis, Indiana, 4 de mayo de 1997) es un baloncestista estadounidense que pertenece a la plantilla de los Lakeland Magic de la NBA G League. Con 2,16 metros de estatura, juega en la posición de pívot.

## Trayectoria deportiva

### Universidad
Jugó cuatro temporadas con los Wolverines de la Universidad de Míchigan, en las que promedió 6,6 puntos, 4,8 rebotes y 1,3 tapones por partido.

#### Estadísticas
|  | Líder de la NCAA Division I |

| Año     | Equipo   | PJ  | PT | MPP  | %TC  | %3P  | %TL  | RPP | APP | ROB | TPP | PPP  |
| ------- | -------- | --- | -- | ---- | ---- | ---- | ---- | --- | --- | --- | --- | ---- |
| 2016–17 | Michigan | 20  | 0  | 3.0  | .143 | .000 | .500 | .6  | .1  | .2  | .4  | .3   |
| 2017–18 | Michigan | 41  | 2  | 12.3 | .541 | .000 | .574 | 3.3 | .4  | .6  | .6  | 3.4  |
| 2018–19 | Michigan | 37  | 37 | 27.9 | .521 | .299 | .593 | 7.0 | .9  | .7  | 2.0 | 9.5  |
| 2019–20 | Michigan | 31  | 31 | 27.9 | .478 | .246 | .714 | 6.7 | 1.1 | 1.0 | 1.8 | 11.6 |
| Total   | Total    | 129 | 70 | 19.1 | .501 | .271 | .631 | 4.8 | .7  | .6  | 1.3 | 6.6  |

### Profesional
Tras no ser elegido en el Draft de la NBA de 2020, firmó contrato con Orlando Magic para disputar la pretemporada. Fue despedido al término de la misma, y asignado a la plantilla de su filial en la G League, los Lakeland Magic, donde promedió 6,7 puntos, 3,4 rebotes y 1,4 asistencias, ayudando al equipo a conseguir el campeonato de la G League.
El 25 de marzo de 2021, Teske firmó con el Filou Oostende de la liga belga,  pero dejó el equipo por motivos personales antes de jugar un solo partido. El 8 de septiembre firmó con los Orlando Magic, pero luego fue cortado el 7 de octubre después de dos partidos de pretemporada. Posteriormente se reincorporó a los Lakeland Magic.
El 3 de enero de 2022 firmó un contrato de diez días con los Memphis Grizzlies. Al término del contrato y tras 3 encuentros con los Grizzlies, regresó a los Lakeland Magic.

## Estadísticas de su carrera en la NBA

### Temporada regular
| Año     | Equipo  | PJ | PT | MPP | %TC  | %3P | %TL  | RPP | APP | ROB | TPP | PPP |
| ------- | ------- | -- | -- | --- | ---- | --- | ---- | --- | --- | --- | --- | --- |
| 2021-22 | Memphis | 3  | 0  | 2.7 | .000 | -   | .000 | .7  | .3  | .3  | .0  | .0  |
| Total   | Total   | 3  | 0  | 2.7 | .000 | -   | .000 | .7  | .3  | .3  | .0  | .0  |